# コスモ松山石油
コスモ松山石油株式会社（コスモまつやませきゆ、英文社名：Cosmo Matsuyama Oil Co., Ltd.）は、愛媛県松山市に拠点を置くコスモ石油グループの企業。仕入れた原料をもとに、ガソリン・灯油などの各種燃料油や石油化学製品を生産している。

## 概要
1944年に丸善石油松山製油所として操業開始。
戦後は、丸善石油が三井本社によって株式の3割を保有されていたため制限会社に指定され、国産原油の生産と精製のみを許可し、それ以外の製油所は終戦時在庫の原油を精製した後は一切の操業を停止するという方針を受け、松山製油所も1946年9月に操業を停止した。操業停止中は、製油所の営繕部門の分社独立や在庫の松根油を使って木造船塗料・ペンキ・ワニス・ポマード・靴ずみ・洗剤などの製造が行われた。
1952年4月に操業を再開し、1954年には日本最初の航空用ジェット燃料の製造が行われた。1982年2月に「丸善松山石油株式会社」として分社化され、丸善石油の合併に伴い、1986年4月に「コスモ松山石油株式会社」となった。現在は設備が小規模なことから原油の精製は停止され、油槽所による石油の物流、石油製品・石油化学製品・半製品の製造が行われている。
石油製品はガソリン・灯油・重油・軽油・ジェット燃料・ナフサ・LPガスを生産し、石油化学製品はベンゼン・トルエン・キシレン・ペンタン・ノルマルヘキサンなどを生産する。これらの製品は、親会社のコスモ石油または丸善石油化学に販売される。

## 沿革
- 1944年6月 - 丸善石油松山製油所が操業開始[2]。
- 1946年9月 - 操業停止。
- 1952年4月 - 操業再開。
- 1954年 - 日本最初の航空用ジェット燃料の製造開始[3]。
- 1968年 - ジメチルテレフタレート（DMT）製造部門を松山石油化学[注釈 1]として分離[3]。
- 1982年2月 - 丸善松山石油株式会社設立。
- 1986年4月 - コスモ松山石油株式会社に社名変更。
- 1988年9月 - 大三島油槽所が閉鎖。

## 事業所所在地
- 本社・油槽所 - 愛媛県松山市大可賀三丁目580番地。かつては原油処理から芳香族系石油化学製品の生産までを手がける拠点であった。

### 関連企業
- コスモゴルフガーデン（ゴルフ練習場）- 愛媛県松山市別府町8-1